# Norbert Brieskorn
Norbert Brieskorn SJ (* 25. Mai 1944 in Straßburg) ist ein deutscher Jesuit und Professor für Rechtsphilosophie an der Hochschule für Philosophie in München.

## Leben
Brieskorn absolvierte zunächst ein Jurastudium in Würzburg und München, das er 1968 mit dem ersten juristischen Staatsexamen abschloss. Danach wurde er noch im selben Jahr Mitglied des Jesuitenordens. Es folgten ein Studium der Philosophie in Pullach und München (1970–1972) und der Katholischen Theologie in Lyon und Paris (1972–1975). Im Jahre 1975 empfing er die Priesterweihe, 1980 wurde er zum Dr. iur. utr. promoviert.
1980 begann Brieskorn seine Lehrtätigkeit an der Hochschule für Philosophie München, zunächst als Lehrbeauftragter, ab 1982 als Dozent für Rechts- und Sozialphilosophie. Im Jahre 1985 habilitierte er sich an der Julius-Maximilians-Universität Würzburg für die Fächer mittelalterliche und neuere Rechtsgeschichte, Rechtsphilosophie und Kirchenrecht. Anschließend hielt er sich für 11 Monate in Lateinamerika auf, wo er die Rechtsgeschichte der Kolonialzeit studierte und sich mit philosophischen Ansätzen lateinamerikanischer und spanischer Autoren befasste.
1994 ernannte ihn die Hochschule für Philosophie zum ordentlichen Professor für Rechtsphilosophie, Sozialphilosophie und Sozialethik. Einen weiteren Forschungsschwerpunkt stellt die Beschäftigung mit der Geschichte der Menschenrechte und ihrer Begründung dar.
2018 wurde er Spiritual im Mutterhaus München der Barmherzigen Schwestern vom hl. Vinzenz von Paul.
Er ist seit 1964 Mitglied der katholischen Studentenverbindung KDStV Cheruscia Würzburg im CV.

## Werke
- Verzicht und Unverzichtbarkeit im Recht. Steiner, Stuttgart 1988, ISBN 3-515-04970-3 (= Habilitationsschrift Universität Würzburg).

- Rechtsphilosophie, Urban, Stuttgart 1990, ISBN 3-17-009966-3.
- Finsteres Mittelalter? Über das Lebensgefühl einer Epoche. Matthias-Grünewald-Verlag, Mainz 1991, ISBN 3-7867-1569-6.
- Menschenrechte. Eine historisch-philosophische Grundlegung, Kohlhammer, Stuttgart/Berlin/Köln 1997, ISBN 3-17-013546-5.
- Menschenrechte und Tierrechte. In: Andreas Brenner (Hrsg.): Tiere beschreiben. (Tierrechte – Menschenpflichten, Bd. 9) Erlangen 2003, S. 153–174.
- Sozialphilosophie: Eine Philosophie des gesellschaftlichen Lebens, Kohlhammer, Stuttgart/Berlin/Köln 2009, ISBN 3-17020521-8.